# Emil Reif
Emil Hoffmann „magisk“ Reif (* 5. März 1998) ist ein dänischer E-Sportler in der Disziplin Counter-Strike: Global Offensive. Er spielt derzeit für das Team Falcons.

## Karriere

### SK Gaming
Nachdem Reif zunächst bei mehreren kleineren Stationen gespielt hatte, wechselte er im Oktober 2015 zur deutschen E-Sport-Organisation SK Gaming. In diesem Jahr erzielte er den dritten Platz bei der Fragbite Masters Season 5. Im folgenden Jahr erzielte er den zweiten Rang bei der CEVO Pro League Season 9.

### Team Dignitas
Im Juli 2016 wechselte er zum Team Dignitas, mit welchem er in diesem Jahr das EPICENTER 2016 gewann. Überdies erreichte er das Halbfinale bei der StarLadder i-League StarSeries Season 2 und der DreamHack Open Bucharest 2016. Für seine Einzelleistungen wurde er von HLTV als 14. in die Liste der zwanzig besten Spieler des Jahres gewählt.

### North
Reif wechselte im Januar 2017 zur dänischen Organisation North. Mit North spielte er mit dem Eleague Major: Atlanta 2017 sein erstes Major-Turnier, welches er auf dem 5.–8. Platz beendete. Überdies erzielte er den zweiten Rang bei den ESL Pro League Season 5 - Finals, einen dritten Platz bei der DreamHack Masters Las Vegas 2017 und einem 5.–8. Platz im PGL Major Kraków 2017.

### Optic Gaming
Im August 2017 wechselte er zu der US-amerikanischen Organisation Optic Gaming. Mit seinem neuen Team erreichte er das Halbfinale bei der iBUYPOWER Masters 2017.

### Astralis
Im Februar wechselte Reif zur dänischen Organisation Astralis. In diesem Jahr gewann er mit dem Faceit Major: London 2018 mit einem 2:0-Sieg gegen Natus Vincere sein erstes Major-Turnier. Überdies konnte er mit der DreamHack Masters Marseille 2018, den ESL Pro League Season 7 - Finals, den Esports Championship Series Season 5 - Finals, dem Eleague CS:GO Premier 2018, der Blast Pro Series: Istanbul 2018, der IEM Chicago 2018, den Esports Championship Series Season 6 - Finals, den ESL Pro League Season 8 - Finals und der Blast Pro Series: Lisbon 2018 viele internationale hochdotierte Turniere gewinnen. Dadurch gewann er mit seinem Team die erste Ausgabe des Intel Grand Slams. Überdies erreichte er weitere Final- und Halbfinaleinzüge bei weiteren internationalen Turnieren. Für seine Einzelleistungen wurde er als siebter zum zweiten Mal in die Liste der zwanzig besten Spieler des Jahres von HLTV gewählt. Zudem erhielt er bei der Blast Pro Series: Lisbon 2018 seine erste MVP-Auszeichnung.

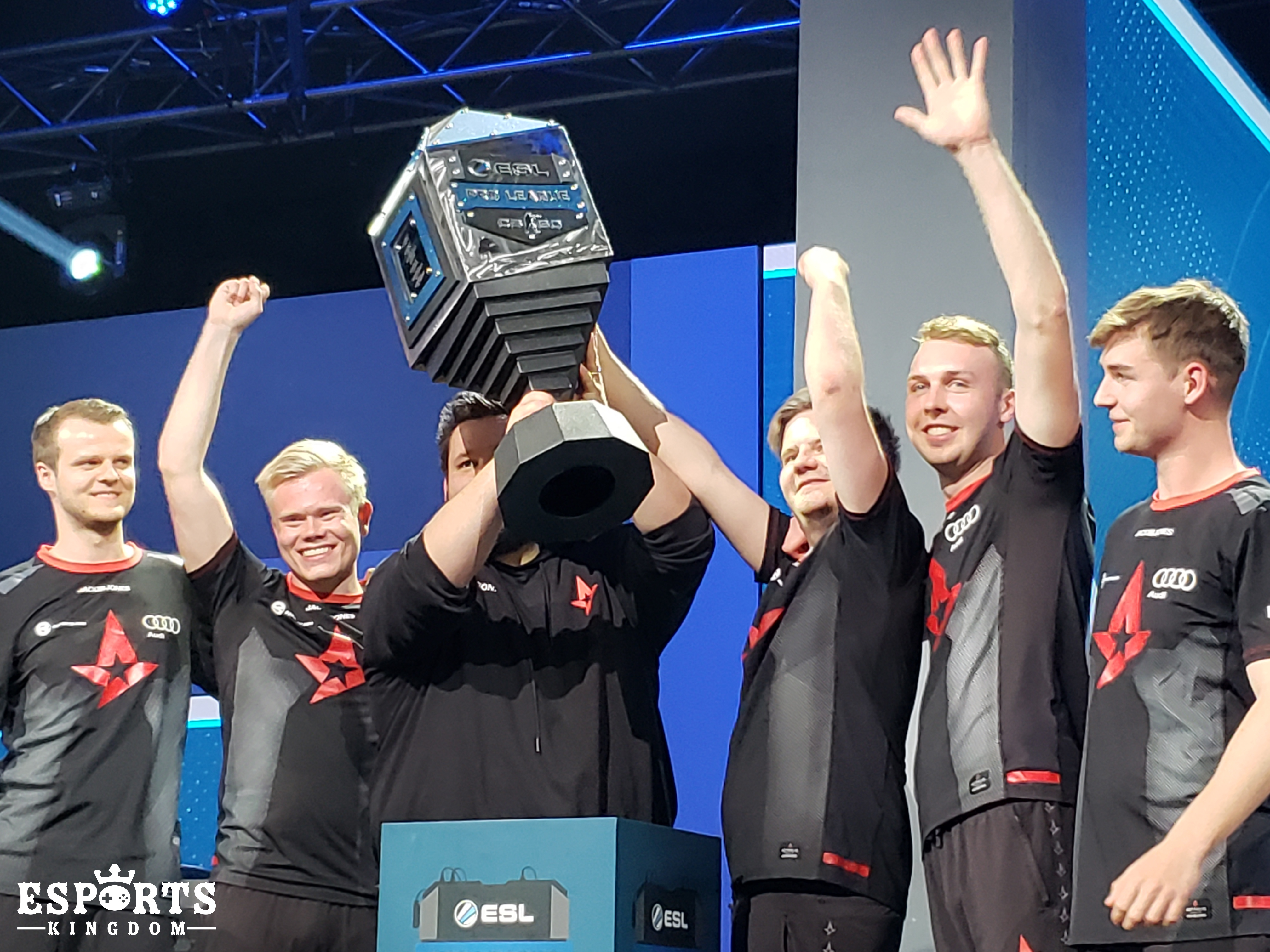
Emil Reif nach dem Sieg bei der ESL Pro league Season 7 (zweiter von links im Bild)

2019 gewann er mit einem 2:0-Sieg gegen Ence im IEM Major: Katowice 2019 und einem 2:0-Sieg gegen Avangar im StarLadder Berlin Major 2019 seinen zweiten und dritten Major-Titel. Darüber hinaus siegte er bei der Blast Pro Series: São Paulo 2019, der Intel Extreme Masters XIV - Beijing, der Esports Championship Series Season 8 und im Blast Pro Series: Global Final 2019. Zudem erzielte er den zweiten Platz bei der iBUYPOWER Masters IV, der Blast Pro Series: Madrid 2019 und der ESL One: New York 2019. Wie auch im Jahr zuvor wurde Reif als 5. in die Liste der zwanzig besten Spieler gewählt. Im IEM Katowice 2019 wurde er außerdem als bester Spieler des Turniers ausgezeichnet.
2020 gewann Reif die ESL One: Road to Rio - Europe, welches eines der Qualifikationsturniere für das geplante Major ESL One Rio 2020 war. Darüber hinaus gewann er in diesem Jahr die ESL Pro League Season 12: Europe, das DreamHack Masters Winter 2020: Europe und die Intel Extreme Masters XV - Global Challenge. Reif wurde von HLTV als 11. in die Liste der besten Spieler gewählt.
Im folgenden Jahr erzielte er den zweiten Rang beim Blast Premier: Global Final 2020. Zudem erreichte er das Halbfinale bei der IEM Cologne 2021. Im PGL Major: Stockholm 2021 erreichte er den 12.–14. Platz. Im November wurde er auf die Bank gesetzt.

### Team Vitality
Im Januar 2022 wechselte Reif zusammen mit seinem Mitspieler Peter Rasmussen und seinem Trainer Danny Sørensen zum französischen Clan Team Vitality. Mit seinem neuen Team siegte er bei der ESL Pro League Season 16. Zudem erreichte er das Finale im Blast Premier: Spring Finals 2022. Im PGL Major Antwerp 2022 erreichte er den 9.–11. Rang, während er im IEM Major: Rio 2022 den 12.–14. Platz erzielte.
2023 siegte er bei der Intel Extreme Masters Rio 2023. Im BLAST.tv Major: Paris 2023, dem letzten Major-Turnier in Counter-Strike: Global Offensive, konnte er nach einem 2:0-Sieg gegen GamerLegion seinen vierten Major-Titel gewinnen. Anschließend erzielte er den 1. Platz im Gamers8 2023, den 2. Platz im Blast Premier: Spring Final 2023 und einen 3.–4. Platz in der IEM Cologne 2023. Im November 2023 verließ er die Organisation.

### Team Falcons
Im Dezember 2023 wurde sein Wechsel zur saudi-arabischen Organisation Team Falcons bekannt. Von HLTV wurde er als 17. erneut in die Liste der besten Spieler des Jahres gewählt. Zu Beginn des folgenden Jahres erreichte er das Halbfinale in der IEM Katowice 2024. Die Qualifikation für das erste Major in Counter-Strike 2 verpasste er mit seinem neuen Team. Anschließend erreichte er das Finale in der ESL Challenger at DreamHack Summer 2024 und das Halbfinale in der BetBoom Dacha Belgrade 2024 #1. Die Qualifikation für das zweite Major des Jahres verpasste er ebenfalls. 2025 erzielte er den zweiten Rang in der PGL Cluj-Napoca 2025.

## Erfolge
Die folgende Tabelle zeigt die wichtigsten Erfolge von Reif. Da Counter-Strike in Fünferteams gespielt wird, entsprechen die dargestellten Preisgelder einem Fünftel des gewonnenen Gesamtpreisgeldes des jeweiligen Teams.
| Jahr                             | Platz                            | Turnier                                        | Team                             | Preisgeld                        |
| Counter Strike: Global Offensive | Counter Strike: Global Offensive | Counter Strike: Global Offensive               | Counter Strike: Global Offensive | Counter Strike: Global Offensive |
| -------------------------------- | -------------------------------- | ---------------------------------------------- | -------------------------------- | -------------------------------- |
| 2016                             | 2.                               | CEVO Pro League Season 9                       | SK Gaming                        | 06.000 $                         |
| 2016                             | 3. – 4.                          | StarLadder i-League StarSeries Season 2        | SK Gaming                        | 05.000 $                         |
| 2016                             | 3. – 4.                          | DreamHack Open Bucharest 2016                  | SK Gaming                        | 02.000 $                         |
| 2016                             | 1.                               | EPICENTER 2016                                 | SK Gaming                        | 050.000 $                        |
| 2017                             | 3. – 4.                          | DreamHack Masters Las Vegas 2017               | North                            | 05.000 $                         |
| 2017                             | 2.                               | ESL Pro League Season 5 - Finals               | North                            | 020.000 $                        |
| 2017                             | 3. – 4.                          | iBUYPOWER Masters 2017                         | Optic Gaming                     | 01.750 $                         |
| 2018                             | 1.                               | DreamHack Masters Marseille 2018               | Astralis                         | 020.000 $                        |
| 2018                             | 2.                               | Intel Extreme Masters XIII - Sydney            | Astralis                         | 08.400 $                         |
| 2018                             | 1.                               | ESL Pro League Season 7 - Finals               | Astralis                         | 050.000 $                        |
| 2018                             | 1.                               | Esports Championship Series Season 5 - Finals  | Astralis                         | 050.000 $                        |
| 2018                             | 3. – 4.                          | ESL One: Cologne 2018                          | Astralis                         | 04.400 $                         |
| 2018                             | 1.                               | Eleague CS:GO Premier 2018                     | Astralis                         | 0100.000 $                       |
| 2018                             | 2.                               | DreamHack Masters Stockholm 2018               | Astralis                         | 010.000 $                        |
| 2018                             | 1.                               | Faceit Major: London 2018                      | Astralis                         | 0100.000 $                       |
| 2018                             | 1.                               | Blast Pro Series: Istanbul 2018                | Astralis                         | 025.000 $                        |
| 2018                             | 3.                               | Blast Pro Series: Copenhagen 2018              | Astralis                         | 05.000 $                         |
| 2018                             | 1.                               | Intel Extreme Masters XIII - Chicago           | Astralis                         | 020.000 $                        |
| 2018                             | 1.                               | Esports Championship Series Season 6 - Finals  | Astralis                         | 050.000 $                        |
| 2018                             | 1.                               | ESL Pro League Season 8 - Finals               | Astralis                         | 050.000 $                        |
| 2018                             | 1.                               | Blast Pro Series: Lisbon 2018                  | Astralis                         | 025.000 $                        |
| 2019                             | 2.                               | iBUYPOWER Masters IV                           | Astralis                         | 08.000 $                         |
| 2019                             | 1.                               | IEM Major: Katowice 2019                       | Astralis                         | 0100.000 $                       |
| 2019                             | 1.                               | Blast Pro Series: São Paulo 2019               | Astralis                         | 025.000 $                        |
| 2019                             | 2.                               | BLAST Pro Series: Madrid 2019                  | Astralis                         | 010.000 $                        |
| 2019                             | 3. – 4.                          | ESL One: Cologne 2019                          | Astralis                         | 04.400 $                         |
| 2019                             | 1.                               | StarLadder Major: Berlin 2019                  | Astralis                         | 0100.000 $                       |
| 2019                             | 2.                               | ESL One: New York 2019                         | Astralis                         | 08.000 $                         |
| 2019                             | 3. – 4.                          | DreamHack Masters Malmö 2019                   | Astralis                         | 04.400 $                         |
| 2019                             | 1.                               | Intel Extreme Masters XIV - Beijing            | Astralis                         | 025.000 $                        |
| 2019                             | 1.                               | Esports Championship Series Season 8 - Finals  | Astralis                         | 045.000 $                        |
| 2019                             | 3. – 4.                          | ESL Pro League Season 10 - Finals              | Astralis                         | 08.000 $                         |
| 2019                             | 1.                               | Blast Pro Series: Global Final 2019            | Astralis                         | 070.000 $                        |
| 2020                             | 3. – 4.                          | Intel Extreme Masters XIV - World Championship | Astralis                         | 08.000 $                         |
| 2020                             | 3.                               | ESL Pro League Season 11: Europe               | Astralis                         | 010.600 $                        |
| 2020                             | 1.                               | ESL One: Road to Rio - Europe                  | Astralis                         | 06.600 $                         |
| 2020                             | 1.                               | ESL Pro League Season 12: Europe               | Astralis                         | 019.800 $                        |
| 2020                             | 3.                               | DreamHack Open Fall 2020                       | Astralis                         | 02.800 $                         |
| 2020                             | 1.                               | DreamHack Masters Winter 2020: Europe          | Astralis                         | 012.000 $                        |
| 2020                             | 2.                               | Blast Premier: Fall 2020                       | Astralis                         | 017.000 $                        |
| 2020                             | 1.                               | Intel Extreme Masters XV - Global Challenge    | Astralis                         | 040.000 $                        |
| 2021                             | 2.                               | Blast Premier: Global Final 2020               | Astralis                         | 040.000 $                        |
| 2021                             | 3. – 4.                          | IEM Cologne 2021                               | Astralis                         | 016.000 $                        |
| 2022                             | 2.                               | Blast Premier: Spring Finals 2022              | Team Vitality                    | 017.000 $                        |
| 2022                             | 1.                               | ESL Pro League Season 16                       | Team Vitality                    | 040.000 $                        |
| 2023                             | 1.                               | Intel Extreme Masters Rio 2023                 | Team Vitality                    | 020.000 $                        |
| 2023                             | 1.                               | BLAST.tv Major: Paris 2023                     | Team Vitality                    | 0100.000 $                       |
| 2023                             | 2.                               | BLAST Premier: Spring Final 2023               | Team Vitality                    | 017.000 $                        |
| 2023                             | 3. – 4.                          | Intel Extreme Masters Cologne 2023             | Team Vitality                    | 016.000 $                        |
| 2023                             | 1.                               | Gamers8 2023                                   | Team Vitality                    | 080.000 $                        |
| Counter-Strike 2                 |                                  |                                                |                                  |                                  |
| 2024                             | 3. – 4.                          | Intel Extreme Masters Katowice 2024            | Team Falcons                     | 016.000 $                        |
| 2024                             | 3. – 4.                          | BetBoom Dacha Belgrade 2024 #1                 | Team Falcons                     | 010.000 $                        |
| 2024                             | 2.                               | ESL Challenger at DreamHack Summer 2024        | Team Falcons                     | 04.000 $                         |
| 2025                             | 2.                               | PGL Cluj-Napoca 2025                           | Team Falcons                     | 037.500 $                        |

## Auszeichnungen
- 2016: Platz 14 der HLTV.org Bestenliste[3]
- 2018: Platz 7 der HLTV.org Bestenliste[4]
- 2019: Platz 5 der HLTV.org Bestenliste[5]
- 2020: Platz 11 der HLTV.org Bestenliste[6]
- 2023: Platz 17 der HLTV.org Bestenliste[11]

## Sonstiges
Reif spielte zuvor unter dem Nicknamen Magiskb0Y.